# جیش الحرمون
جیش الحرمون اتاق عملیات گروهای شورشی سوری بود که در شرق قنیطره و استان ریف دمشق سوریه فعال بود.
بعد از شکست در حمله به زبدانی در سال ۲۰۱۵ اتاق عملیات عملاً از بین رفت.

## اعضا
- احرار الشام
- جبهة النصره[۳]
- تیپ شمشیر شام
  - تیپ عزه
    - لواء السید المسیح
- لوا فرسان السنة
- لوا جبل الشیخ
- لوا أسامه بن زید
- لوا عمر بن خطاب
- لواء صیاد الاسود (أجناد الشام)
- حركة شهداء الشام الإسلاميه